# Mihai Botez (gimnast)
Mihai Botez (n. 31 mai 1922, Oradea, România – d. 8 decembrie 2011, Arad, România) a fost un gimnast și judoka român, participant la Jocurile Olimpice de vară din 1952, care s-au desfășurat la Helsinki. Părinte fondator al jujitsu-lui în România.